# Mima (ciutat)
Mima (美馬市, Mima-shi) és una ciutat de la prefectura de Tokushima, al Japó.
El 29 de febrer de 2016 tenia una població estimada de 30.462 habitants i una densitat de població de 83 habitants per km². Té una àrea total de 367,14 km².

## Geografia

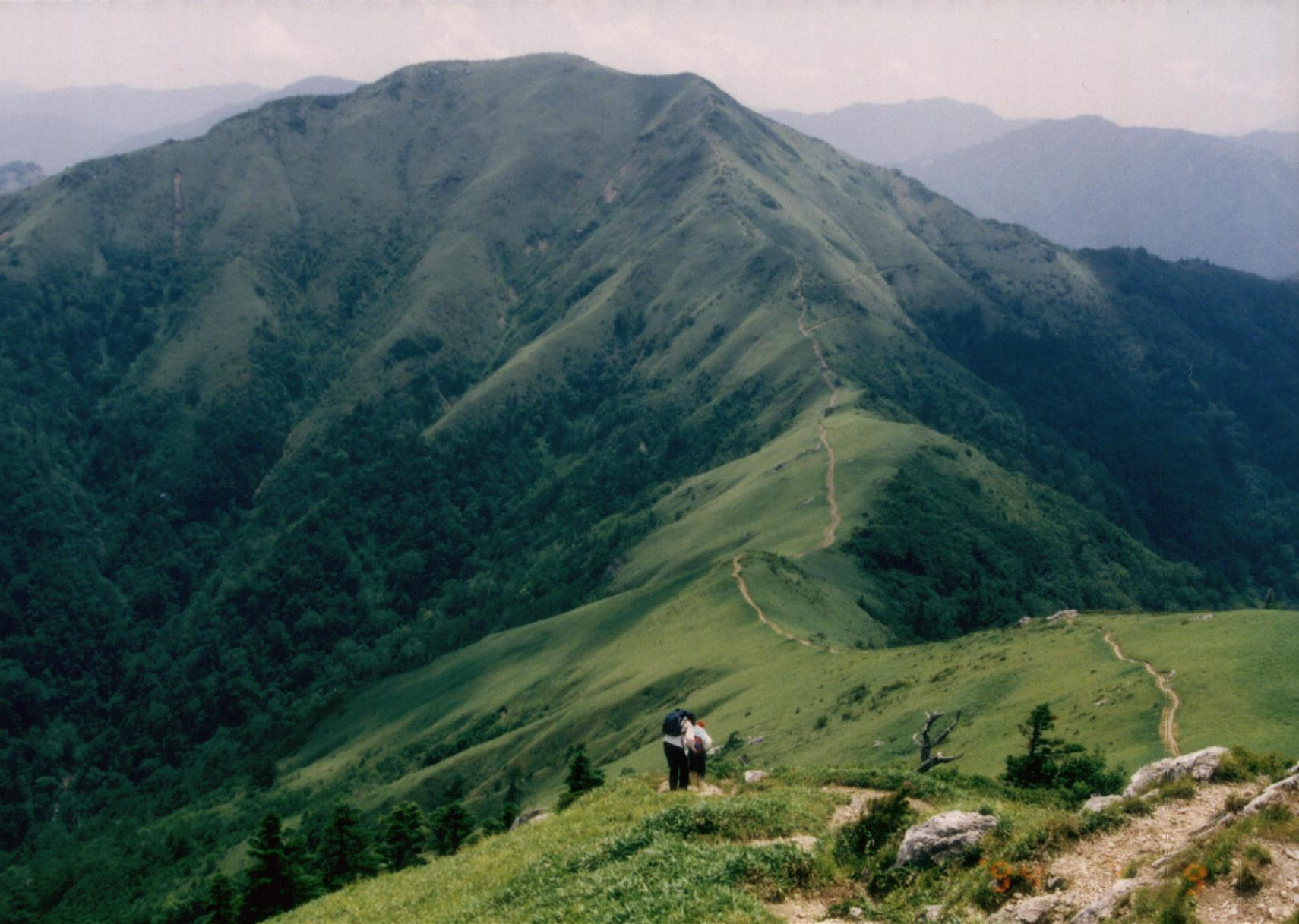
Mont Tsurugi

Mima està situada al nord-oest de la prefectura de Tokushima, i fa frontera pel nord amb la prefectura de Kagawa. Els rius Yoshino, Anabuki i Sadamitsu creuen la ciutat.
Dins dels límits de la ciutat es troben les muntanyes Tsurugi i Nako. Tsurugi és la segona ciutat més alta de la regió de Shikoku i de l'oest del Japó.

## Història
L'actual ciutat de Mima fou establerta l'1 de març de 2005 com a resultat de la fusió dels antics pobles de Mima, Anabuki i Waki, i la vila de Koyadaira (tots del districte de Mima.

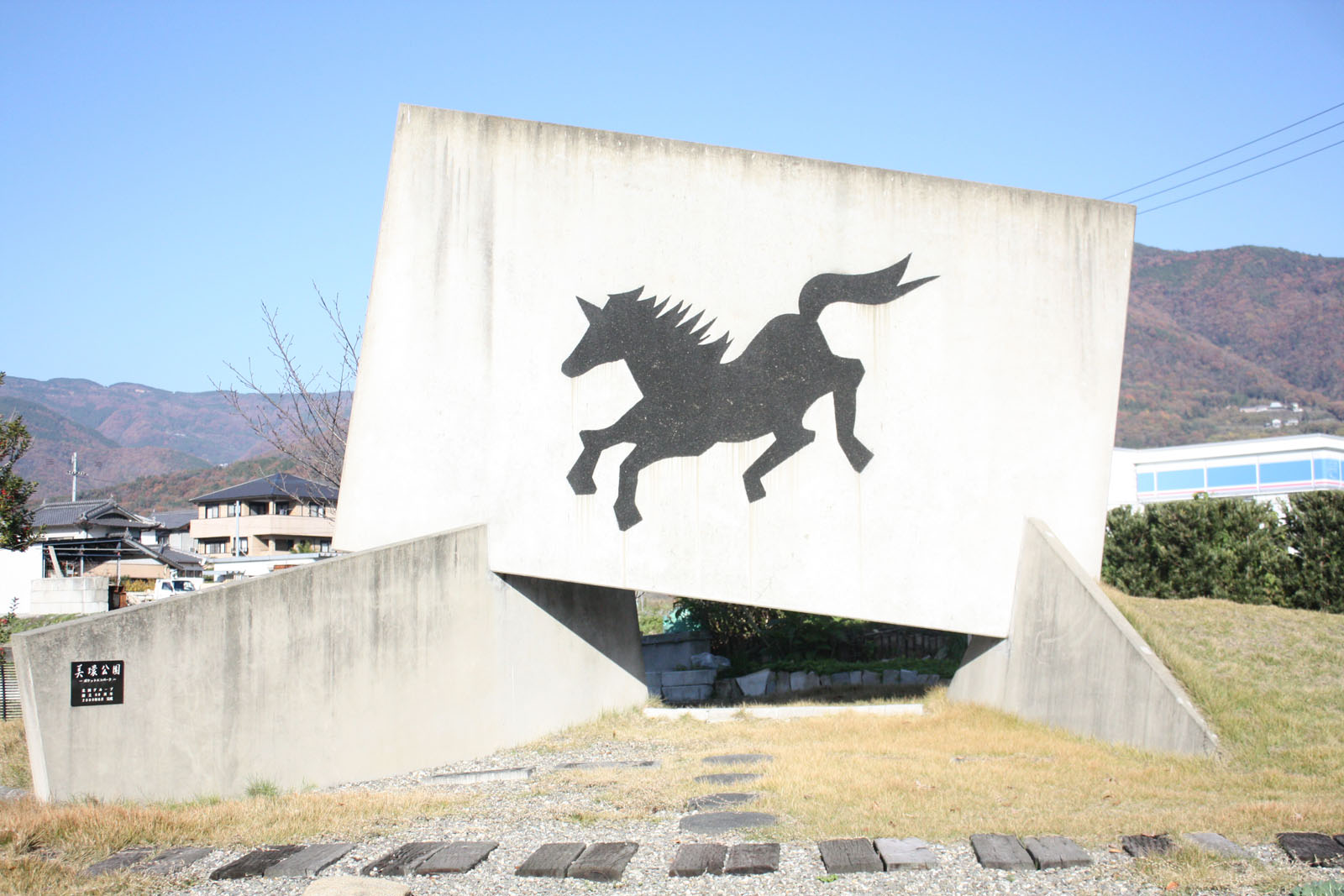
Cavall representat en un parc del sud de Mima

Els kanjis que formen el nom de Mima signifiquen "cavall bonic". Mima havia estat llar de molts criadors de cavalls. Tot i que aquesta pràctica ja no és tan comuna actualment, la tradició està reflectida en l'art i productes locals.